# Clara Royer
Pour les articles homonymes, voir Royer.
Clara Royer, née en 1981 à Paris, est une universitaire et auteure française.

## Biographie
Ancienne élève de l'ENS (L2001), titulaire d'un doctorat en histoire et en littératures hongroise et slave, Clara Royer est maître de conférences à Sorbonne-Université et directrice du Centre français de recherche en sciences sociales à Prague. Elle s'est fait connaître en 2011 pour son roman Csillag et pour avoir co-rédigé avec László Nemes le scénario du Fils de Saul (2015) puis celui du Sunset (2018). D'origine hongroise du côté maternel, elle parle le hongrois, ainsi que plusieurs langues slaves, telles que le slovaque, le polonais et le tchèque.

## Publications
- Csillag, Paris, éditions Pierre-Guillaume de Roux, 2011, 290 p.  (ISBN 978-2-36371-000-0)
- Imre Kertész : “L’histoire de mes morts ”, Arles, France, Actes Sud, 2017, 352 p.  (ISBN 978-2-330-06889-9)